# Reinhard Franz von und zu Brenken
Reinhard Franz Carl Dominik Freiherr von und zu Brenken (* 8. November 1818 auf Schloss Erpernburg; † 1. Oktober 1870 in Holthausen) war ein ostwestfälischer Gutsbesitzer, Landrat sowie Mitglied des Reichstags des Norddeutschen Bundes, des Zollparlaments und des Preußischen Herrenhauses.

## Leben
Reinhard von und zu Brenken war der Sohn von Friedrich Carl von und zu Brenken aus em westfälischen Adelsgeschlechts von und zu Brenken und dessen erster Ehefrau Theresia von Schade. Er war königlicher Kammerherr, lebte im Klostergut Holthausen und war von 1867 bis zu seinem Tod Besitzer von Schloss und Gut Erpernburg bei Brenken im Kreis Büren. Nach dem Besuch des Gymnasiums Theodorianum in Paderborn und dem Studium der Rechtswissenschaft in Bonn, München und Berlin war er Auscultator beim Oberlandesgericht Paderborn und Referendar bei der Regierung in Düsseldorf. Von 1848 bis 1870 war er Landrat des Kreises Büren. Seit 1854 gehörte er dem Preußischen Herrenhaus an. 1865 war er Kammerherr der Königin Augusta von Preußen.
Dem westfälischen Provinziallandtag gehörte er 1852 als Vertreter des Fürsten zu Salm-Horstmar und von 1856 bis 1868 für den Wahlbezirk Paderborn und der preußischen Ersten Kammer 1854 an. Von 1867 bis zu seinem Tode 1870 war Reinhard von und zu Brenken Mitglied des Reichstags des Norddeutschen Bundes für den Wahlkreis Minden 4 (Paderborn, Büren) und die Freie Konservative Vereinigung. In dieser Eigenschaft gehörte er seit 1868 auch dem Zollparlament an.